# Vili Mejs
Vili Hauard Mejs, mlađi (Vestfild, 6. maj 1931 — Palo Alto, 18. jun 2024), nadimak „The Say Hey Kid” and "Buck", bio je američki igrač Glavne lige bejzbola (MLB), koji je proveo skoro sve svoje 22 sezone karijere izgrajući za Njujork/San Francisko džajanse, pre nego što je okončao karijeru sa Njujork metsima. Smatraju ga jednim od najvećih igrača bejzbola svih vremena, i bio je izabran u Dvoranu slavnih bejzbola 1979. godine.
Mejs je osvojio dve nagrade za najcenjenijeg igrača (MVP) Nacionalne lige (NL). On je karijeru završio sa 660 houm ranova, treći u vreme svog odlaska u penziju i trenutno peti svih vremena, i osvojio je rekordnih 12 nagrada Zlatne rukavice počevši 1957, kada je nagrada uvedena.
Mejs deli rekord za naviše odigranih sve-star igara od 24, sa Henkom Aronom i Stanom Mjuzialom. Uvažavajući njegov sve-star rekord, Ted Vilijams je rekao „Oni su izmislili sve-star igru za Vilija Mejsa.”
Mejsova statistika karijere i njegova dugovečnost u dobu pre ere lekova za poboljšanje performanse proizvela su nagađanja da je on možda najbolji igrač sa pet uloga ikada, i mnoga istraživanja i stručne analize, koje su razmatrale Mejsove relativne performanse, dovele su do rastućeg stanovišta da je Mejs verovatno bio jedan od najvećih ofanzivnih bejzbol igrača svih vremena. Mejs se 1999. godine plasirao na drugo mesto „Liste 100 najvećih bejzbol igrača” Sportskih novosti, što ga je učinilo najviše rangiranim živim igračem. Kasnije te godine, izabran je i u celovekovni bejzbolski tim Glavne lige bejzbola. Mejs je jedan od pet igrača Nacionalne lige koji su imali osam uzastopnih 100 RBI sezona, zajedno s Melom Otom, Samijem Sosom, Čiperom Džounsom i Albertom Puholsom. Mejs je ostvario preko 50 houm ranova u 1955. i 1965. godini, što predstavlja najduži vremenski raspon između 50-plus houm ranova za bilo kog igrača u istoriji Glavne bejzbol lige. Njegov poslednji nastup u Glavnoj bejzbol ligi je bio dana 16. oktobra tokom utakmice 3 Svetske serije 1973.

## Rani život
Vili Hauard Mejs mlađi rođen je 6. maja 1931. u Vestfildu, u Alabami, glavnom crnom kompanijskom gradu u blizini Ferfilda. Njegov otac, Kat Mejs, bio je talentovani igrač bejzbola sa crnim timom u lokalnoj železari. Eni Satervajt, njegova majka, bila je nadarena košarkaška i atletska zvezda u srednjoj školi. Njegovi roditelji se nikada nisu venčali, ali su se razdvojili kada je Mejs imao tri godine. Njegov otac je odgajao njega i dve devojčice, Saru i Ernestinu. Sara je svake nedelje dovodila mladog Vilija u afričku metodističku episkopalnu crkvu. Kat Mejs je radio kao železnički portir, a kasnije u čeličanama u Vestfildu.
Kat je izložio Vilija bejzbolu u ranom detinjstvu, igrajući se sa njim u petoj godini i dozvoljavajući mu da sedi na klupi sa timom Birmingemske industrijske lige kad mu je bilo deset godina. Njegov omiljeni bejzbol igrač tokom detinjstva bio je Džo Dimađio; ostali favoriti su bili Ted Vilijams i Sten Mjuzijal. Mejs je igrao nekoliko sportova u srednjoj industrijskoj školi Fairfield. U košarkaškom timu predvodio je igrače na takmičenu srednjih škola za crnce u okrugu Džeferson. Mejs je igrao kvoterbeka, beka i udarača za fudbalski tim. Iako je 1949. napunio 18 godina, Mejs je diplomirao na Ferfildu tek 1950. godine, što novinar Alen Bara naziva „manjom misterijom u Vilijevom životu“.

## Namene
1. ↑  Ne zna se sa sigurnošću kako je Mejs postao poznat kao „Sej Hej Kid”; sportski pisci Barni Kremenko i Džimi Kenon su obojica pripisani kao mogući kreatori.[1][2][3][4] Sa svoje strane, Kremenko, koji je 1951. pokrivao Džajantse za New York Journal-American, definitivno je upotrebio tu frazu već u decembru 1951, kao jedan u nizu gostujućih kolumnista koji su zamenili bolesnog Sema Lejsija iz The Afro-American.[5] Međutim, pet meseci pre toga, dugogodišnji sportski pisac za Amsterdam News Džeki Rims navodi kao izvor nadimka samog menadžera Lea Duročera.[6] Nadimak je naveo ljude da poveruju da je „Reci hej!” bio je uobičajen izraz koji je Mejs koristio, mada je on zapravo redovno koristio samo „hej“ u svojim svakodnevnim razgovorima.[1]
2. ↑  Hirš identifikuje Saru i Ernestinu kao Vilijeve tetke; međutim, u svojoj autobiografiji iz 1988. godine, Mejs kaže da su one bile siročad koju je njegov otac primio.[22][23][24][25] Bara spekuliše da je verovatnije da su Sara i Ernestina bile u srodstvu sa Vilijem, napominjući da se nije pojavio nijedan izveštaj koji bi objasnio kako je Ket dobio ovlašćenje da primi dve maloletne devojčice u svoju kuću.[26]

## Literatura
- Barra, Allen (2013). Mickey and Willie: Mantle and Mays, the Parallel Lives of Baseball's Golden Age. New York: Crown Archetype. ISBN 978-0-307-71648-4.
- Einstein, Charles (1979). Willie's Time. Lippincott. ISBN 978-0397013296.
- Hano, Arnold (1966). Willie Mays (first изд.). NY: Tempo Books, Grosset & Dunlap, Inc. ISBN 9781439171653. LCCN 66017205.
- Hirsch, James S. (2010). Willie Mays: The Life, the Legend. New York: Scribner. ISBN 978-1-4165-4790-7.
- James, Bill (2003). The New Bill James Historical Baseball Abstract. New York: Free Press. ISBN 978-0743227223.
- Mays, Willie; Shea, John (12. 5. 2020). 24: Life Stories and Lessons from the Say Hey Kid. New York: St. Martin's Press. ISBN 978-1250230423.
- Mays, Willie; Sahadi, Lou (1988). Say Hey: The Autobiography of Willie Mays. New York: Simon and Schuster. ISBN 0671632922.
- Pietrusza, David; Silverman, Matthew; Gershman, Michael (2000). Baseball: The Biographical Encyclopedia. Total/Sports Illustrated. ISBN 978-1892129345.
- The Series, An Illustrated History of Baseball's Postseason Showcase, 1903–1993, The Sporting News, copyright 1993, The Sporting News Publishing Co.  0-89204-476-4

## Spoljašnje veze
- Career statistics and player information from MLB, or ESPN, or Baseball-Reference, or Fangraphs, or Baseball-Reference (Minors), or Retrosheet or Seamheads
- Willie Mays Biography and Interview on American Academy of Achievement